# Daewoo Cielo
Daewoo Cielo (model cunoscut sub diferite nume: Nexia, Cielo, Racer, LeMans) a fost unul din primele autoturisme Daewoo vândute în Europa.

## Prima generație
Primele loturi vândute în România au fost importate din Coreea, pentru ca ulterior producția să înceapă la uzina de la Craiova în 1996. În primă fază, acestea au purtat sigla Rodae (o asociere între România și Daewoo), iar autoturismul a beneficiat de două motorizări pe benzină de 1,5 litri cu 8 valve (varianta GLi) sau cu 16 valve (varianta GLXi), dar și de două tipuri de caroserie (berlină și hatchback).

### Motorizări
Varianta GLi dezvoltă 75 CP și poate atinge 0 – 100 km/h în 13,4 secunde. Totodată, varianta GLXi era o evoluție a variantei GLi și dezvolta 90 CP, iar accelerația de la 0 – 100 km/h poate fi atinsă în 12,5 secunde.

### Istoric
Daewoo Cielo a avut la bază platforma folosită pentru a doua generație de Opel Kadett sau a treia generație a modelului Opel Astra. Înaintea începerii producției acestui model, Daewoo a mai vândut pe piața australiană și asiatică modelul Daewoo LeMans (sau 1.5i), fiind considerat predecesorul Cielo-ului. 
În Coreea de Sud, modelul Cielo/Nexia a fost scos din producție în 1997, fiind înlocuit de Lanos și Nubira. Însă, în România a rămas în producție până în 2007. Producția sa a continuat, de asemenea, în Uzbekistan, sub numele Daewoo Nexia 2 (N150) și cu o ușoară restilizare, până în anul 2016.
Cielo a beneficiat de o dotare completă, specifică limuzinelor de clasă medie de la acea vreme, precum: ABS, airbag șofer, aer condiționat, accesorii controlate electric (geamuri, capacul portbagajului, capacul bușonului de la rezervor, antena radio etc.), dar și cutie automată de tip hidramat, cu 3 trepte "normale" înainte și 2 poziții (pentru plecare lentă cu cuplu mare și una intermediară). Modelul a fost produs în două tipuri de caroserie, sedan și hatchback, având la bază platforma de Opel Kadett.
În România, Cielo a fost predominant fabricat în varianta berlină. Totuși, au fost asamblate și modele în varianta hatchback, însă într-un tiraj mai mic, fiind produse doar între anii 2002-2005.

### Alte piețe
Primele modele au fost prezentate publicului larg începând cu 1994, producția acestuia debutând în același an, la uzinele Daewoo din Bupyeong și Changwon, din Coreea de Sud. Acest model a fost, de asemenea, exportat în mai multe țări europene, inclusiv Marea Britanie (până în 1997), sub denumirea "Daewoo Nexia". 
Daewoo Cielo a fost disponibil în varianta berlină (cu 4 uși), respectiv hatchback (în 3 sau 5 uși).

### România
Odată cu achiziționarea Automobile Craiova, producția a început în 1996, fiind primul model din portofoliul Daewoo care avea să fie asamblat la această fabrică. Varianta de top, GLE, avea ca dotări: aer condiționat, geamuri complet electrice, proiectoare de ceață, închidere centralizată, servodirecție, imobilizator, turometru și radiocasetofon. Totuși, spre deosebire de modelele pentru piața europeană, respectiv cele produse în Polonia (la fabrica FSC din Lublin), vehiculele produse la Craiova nu au fost echipate niciodată cu ABS sau airbag pentru șofer.
Începând cu anul 2000, gama este extinsă cu varianta Executive, care, spre deosebire de GLE, beneficia de un motor mai puternic (1.5 16v, care genera 90 CP), roți cu diametru mai mare (14 inch), mască frontală nichelată, opțiune pentru instalație GPL din fabrică, dar și convertor catalitic, mașina având, astfel, norma de poluare Euro 2. Începând cu 2004, din cauza înăspririi reglementărilor cu privire la emisii, varianta Executive va primi motorul 1.5 SOHC, cu care era echipat Daewoo Lanos. Deși genera mai puțini cai putere decât motorizarea precedentă, acesta era în conformitate cu standardele Euro 3.
În ultimii ani de producție, Cielo a fost oferit cu dotări mult mai spartane, putând fi observate lipsa capacelor de roți sau a geamurilor electrice. Ca urmare a achiziționării fabricii de către compania americană Ford, producția modelului Cielo a încetat în anul 2007.

### Galerie foto

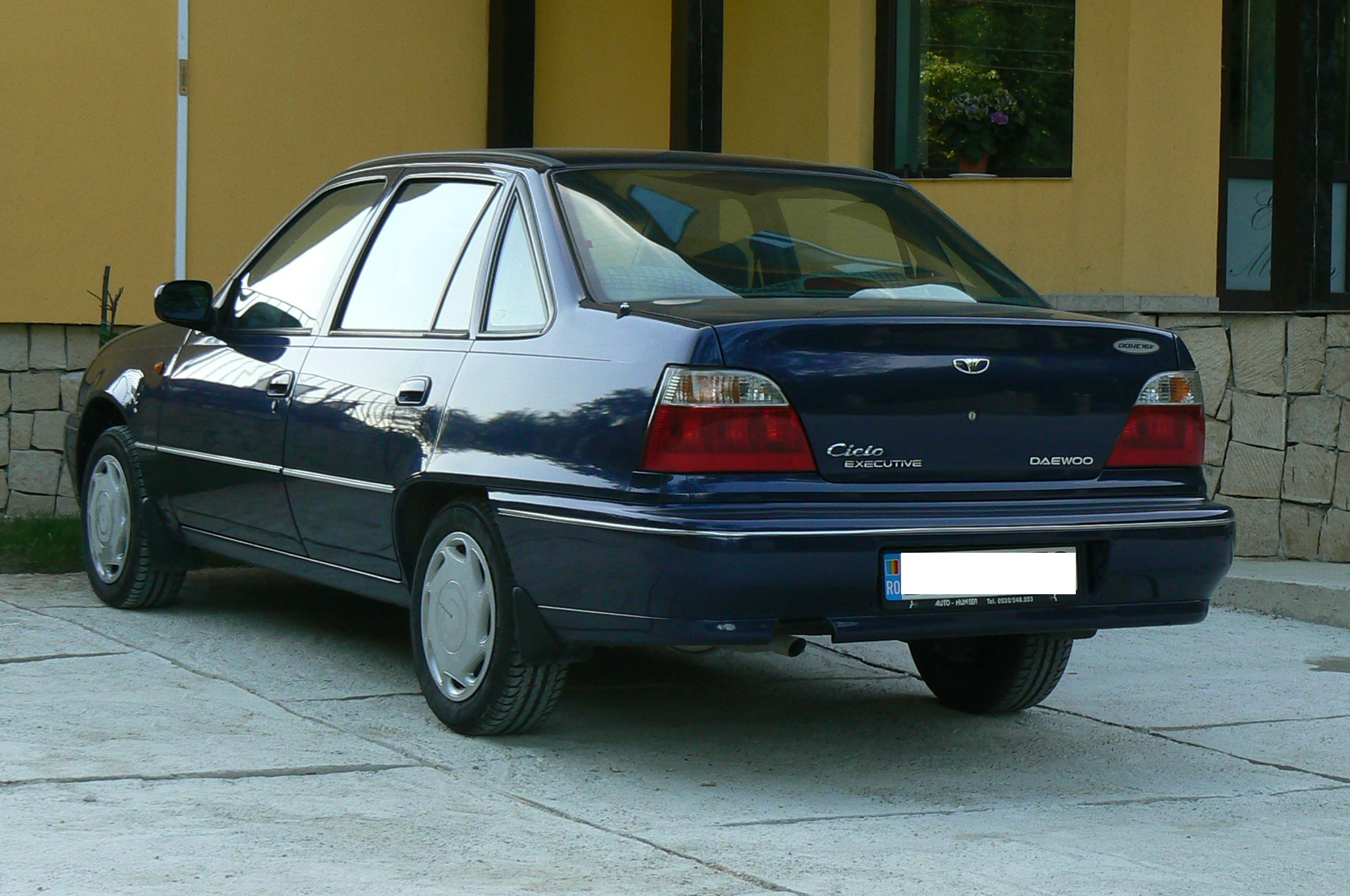
Un Daewoo Cielo Executive construit în România, echipat cu motorul A15MF cu 16 supape
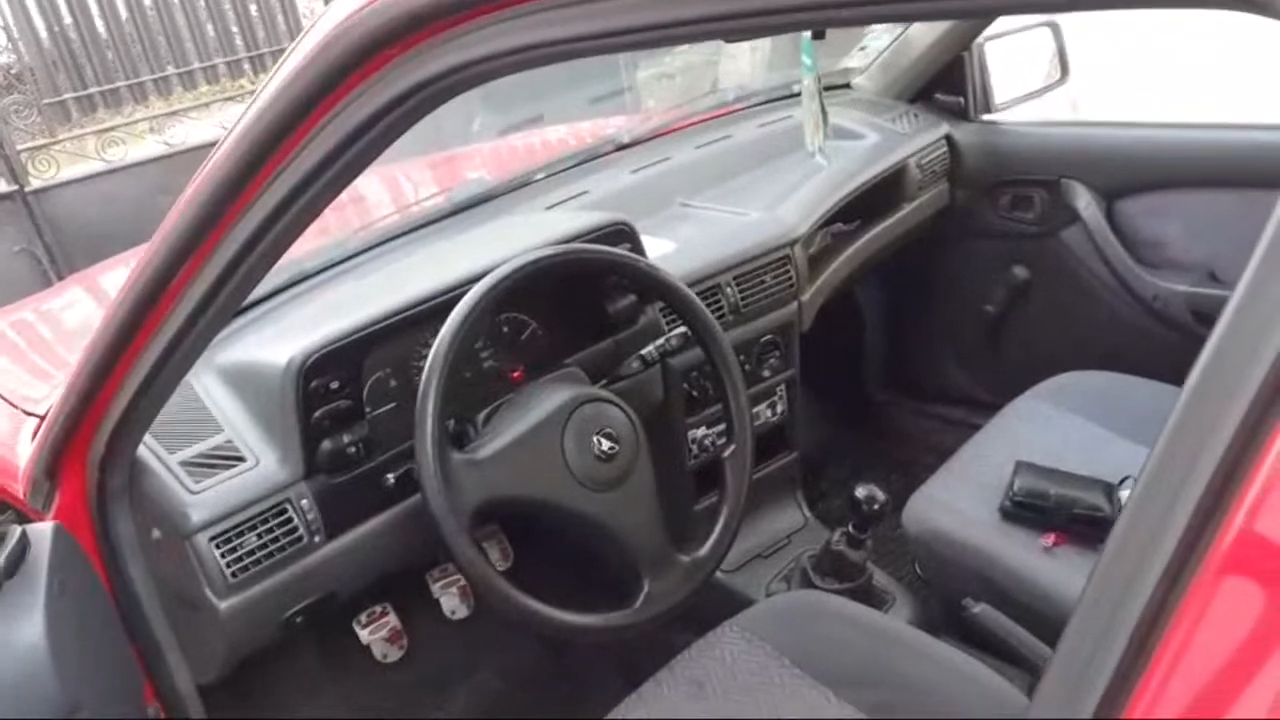
Interior

## A doua generație
În 2008 este prezentată varianta facelift a modelului Nexia, intitulată "Nexia II". Mașina a fost proiectată în Marea Britanie, în colaborare cu UzDaewooAvto, ulterior redenumit în GM-Uzbekistan, fiind vizibile modificări la nivelul caroseriei, dar și la interior. Spre deosebire de modelul vechi, acesta a fost produs exclusiv în varianta berlină. 
Producția a încetat in 2016. Succesorul acestuia pe piață central-asiatică este Ravon Nexia 3, fiind o generație mai veche de Chevrolet Aveo, produsă sub licență.

## Galerie foto

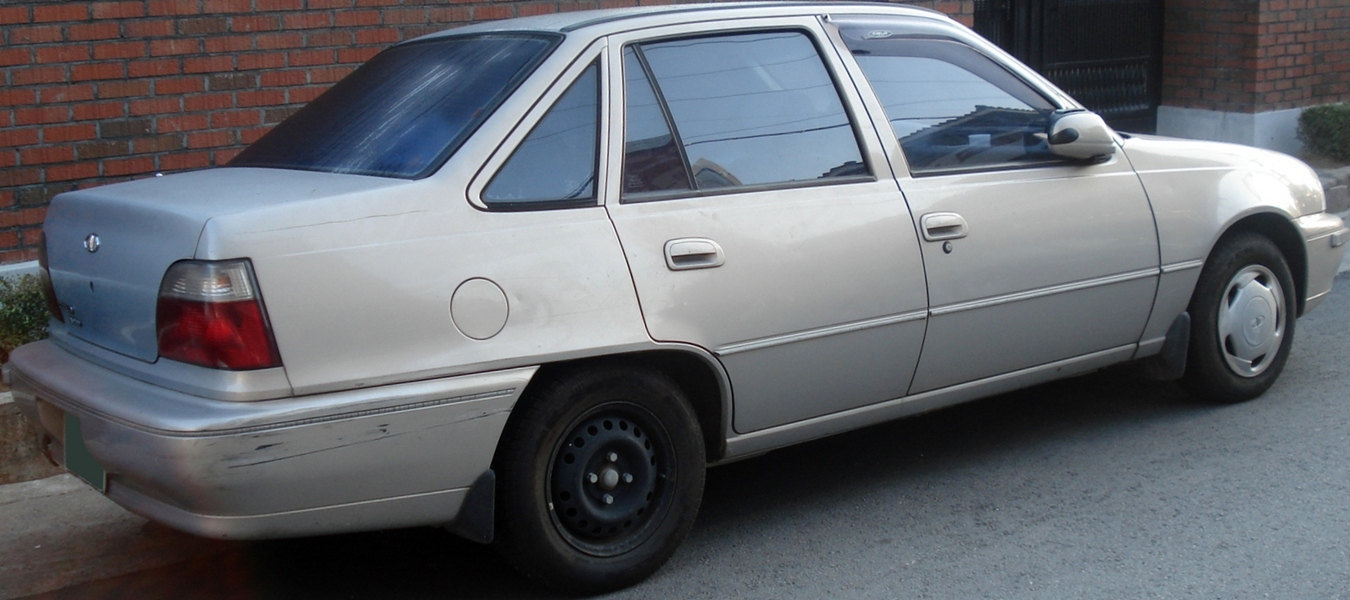
Daewoo Cielo (4 uşi)
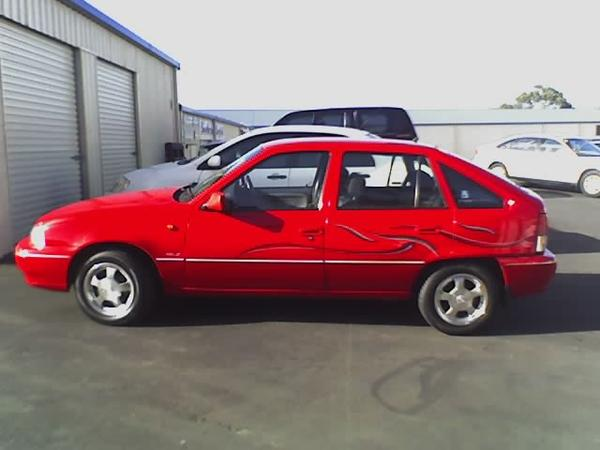
Daewoo Cielo (5 uşi)
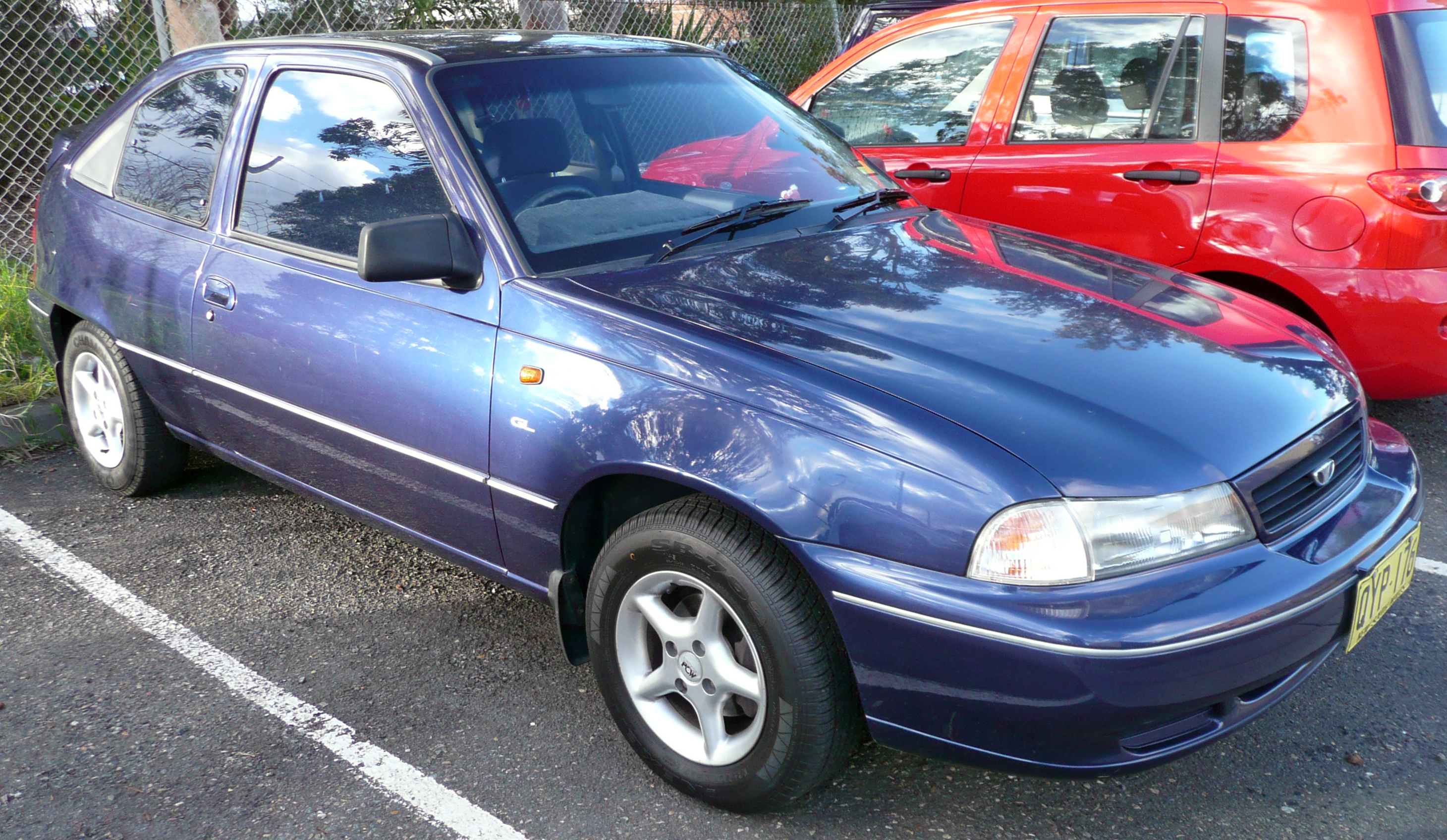
Daewoo Cielo (3 uşi)